# ダイキン空気予報
『ダイキン空気予報』（だいきんくうきよほう）は、ABEMAのABEMA SPECIALチャンネル並びにウェザーニュースLiVEの『ウェザーニュースLiVE・ムーン』にて配信されているインターネット番組。ダイキン工業が一社提供している。配信が開始された2021年3月29日から2022年9月30日までは『ぴちょんくん天気予報』（ぴちょんくんてんきよほう）のタイトルで配信していた。

## 概要
30秒間のオープニングムービーが流れた後、ウェザーニュースキャスターが登場し、明日の全国の天気→明日の空気予報→週間天気→季節の話題の順に計2分間配信し、最後にダイキン工業のCMが30秒間流れた後、番組は終了する。
オープニングムービーと空気予報ではダイキン工業のイメージキャラクターである「ぴちょんくん」が登場している。
出演は、原則放送当日の『ウェザーニュースLiVE・イブニング』のキャスターが担当しているが、シフトの都合などで『コーヒータイム』または『ムーン』のキャスターが担当することもある。
2022年10月以降は「ダイキンいい空気研究所」の研究員と称してキャスターが白衣を着用して放送を行っている。
悪天候時や規模の大きい地震が発生した場合、ウェザーニュースLiVEでは休止になる場合がある（詳細後述）。

## 放送時間

### ABEMA
ABEMAで制作されているニュース・情報番組は原則として、ABEMA NEWSにて配信している。しかし、本番組に関しては視聴者が最も多いとされるゴールデンタイムの時間帯の人気番組開始直前に配信したいという制作側の意向もあり、例外としてABEMA SPECIALにて配信している。
配信時間はABEMA SPECIALチャンネルの編成に左右されるため、曜日によって異なる。

### ウェザーニュースLiVE
『ウェザーニュースLiVE・ムーン』（20時～23時）にて放送される。毎時27分頃と57分頃に1回ずつ、計6回放送される。放送時間が厳密に決められているわけではなく、番組の進行が優先されるため多少の遅れが生じることがある。毎週木曜の『ウェザーロイドの時間』では放送時間がずらされることもあるほか、6回目の放送（22時50分台）は番組終了の直後に放送されるため、開始時間は一定していない。
また、ウェザーニュースLiVEにおける災害報道の基準とされる「Mスケール」によって放送の有無が変わることがあり、「通常レベル（M1）」「注意レベル（M2）」時は通常通り放送されるが、「警戒レベル（M3）」の場合のみ災害報道を優先するため、放送休止となる。
ウェザーニュースLiVEを配信している全ての媒体で放送されているわけではなく、TikTokなど、当番組を含むCM全体が配信されない媒体が存在する。それらの媒体では、当該時間帯は天気アイコンの映像に差し替えられる。そのため、番組再開後にはキャスターが一部媒体でのみ放送の旨のコメントを行う。また、ウェザーニュースLiVEは一部時間帯でBSフジや三重テレビなどのテレビ局でも放送されているが、『ムーン』の枠は当番組含めネットされていない。

## 出演者

### MC
ウェザーニュースキャスター（後述の例外を除く）が担当する。

#### 例外
- 川畑玲や福吉貴文はクロマキー合成を使用した天気予報を担当しておらず、同様にクロマキー合成を使用する本放送には出演していない。